# کریس بولدر
کریس بولدر (انگلیسی: Chris Bolder؛ زادهٔ ۱۹ اوت ۱۹۸۲) بازیکن فوتبال اهل بریتانیا است.
از باشگاه‌هایی که در آن بازی کرده‌است می‌توان به باشگاه فوتبال اوست تاون، باشگاه فوتبال اسکاربرو اتلتیک، باشگاه فوتبال نورث فریبی یونایتد، باشگاه فوتبال گریمزبی تاون، و باشگاه فوتبال گایزلی اشاره کرد.